# Viacheslav Akímov
Viacheslav Anatólievich Akímov –en ruso, Вячеслав Анатольевич Акимов– (27 de abril de 1990) es un deportista ruso que compitió en biatlón. Ganó una medalla de plata en el Campeonato Europeo de Biatlón de 2011, en la prueba por relevos.

## Palmarés internacional
| Campeonato Europeo | Campeonato Europeo   | Campeonato Europeo | Campeonato Europeo |
| Año                | Lugar                | Medalla            | Prueba             |
| ------------------ | -------------------- | ------------------ | ------------------ |
| 2011               | Val Ridanna (Italia) | Medalla de plata   | Relevos            |